# マルテの手記
『マルテ・ラウリス・ブリッゲの手記』（Die Aufzeichnungen des Malte Laurids Brigge）は、1910年に発表された、ライナー・マリア・リルケの小説。『マルテの手記』の通称で知られる。リルケの唯一の長編小説である。デンマーク出身の青年詩人マルテが、パリで孤独な生活を送りながら街や人々、芸術、自身の思い出などについての断片的な随想を書き連ねていくという形式で書かれている。したがって、小説でありながら筋らしいものはほとんどなく散文詩に近い。
主人公マルテのモデルとなっているのは、実際にパリで生活し、無名のまま若くして死んだノルウェーの詩人シグビョルン・オプストフェルダー（en:Sigbjørn Obstfelder）である。もっともリルケは、この人物についてそれほどくわしくは知らないとも語っており、1902年から1910年の間、妻子と離れてパリで生活していたリルケの生活や心情が、彼のプロフィールに重ね合わされる形で書かれている。
作品は1904年から6年の歳月をかけて書かれた。『マルテの手記』の発表後のリルケは、長い間まとまった著作を発表しておらず、後期作品の代表詩である『ドゥイノの悲歌』と、『オルフォイスへのソネット』が発表されるのは、十数年を経てからとなった。
アントン・ヴェーベルンは、本作に登場するマルテの母の妹・アベローネの歌った歌として登場する2編の詩による『リルケの詩による2つの歌曲』作品8を、本作が出版された年に作曲している。

## 主な日本語訳
- マルテの手記（大山定一訳、新潮文庫、1953年、改版2001年ほか）- 初刊版は白水社
- マルテの手記（望月市恵訳、岩波文庫、1953年、改訳1973年）
- マルテ・ラウリス・ブリッゲの手記（塚越敏訳注・解説、未知谷、2003年ほか） - 複数の版で刊
- マルテの手記（生野幸吉訳、筑摩書房「世界文学大系」ほか）
- マルテの手記（川村二郎訳、集英社「世界文学全集」ほか）
- マルテの手記（杉浦博訳、中央公論社「世界の文学」ほか）
- マルテの手記（高安国世訳、講談社「世界文学全集」ほか）
- マルテの手記（神品芳夫訳注・解説、学習研究社『世界文学全集25　リルケ　カロッサ』）
- マルテの手記（松永美穂訳、光文社古典新訳文庫、2014年）
- マルテの手記（星野慎一訳、グーテンベルク21・電子書籍）
- 「マルテ・ロオリッツ・ブリッゲの手記」から（堀辰雄訳（抄訳）、青空文庫、Amazon）